# Râul Chiperișteni
Râul Chiperișteni este un curs de apă, afluent al râului Câlnău. 